# Alain Mabanckou

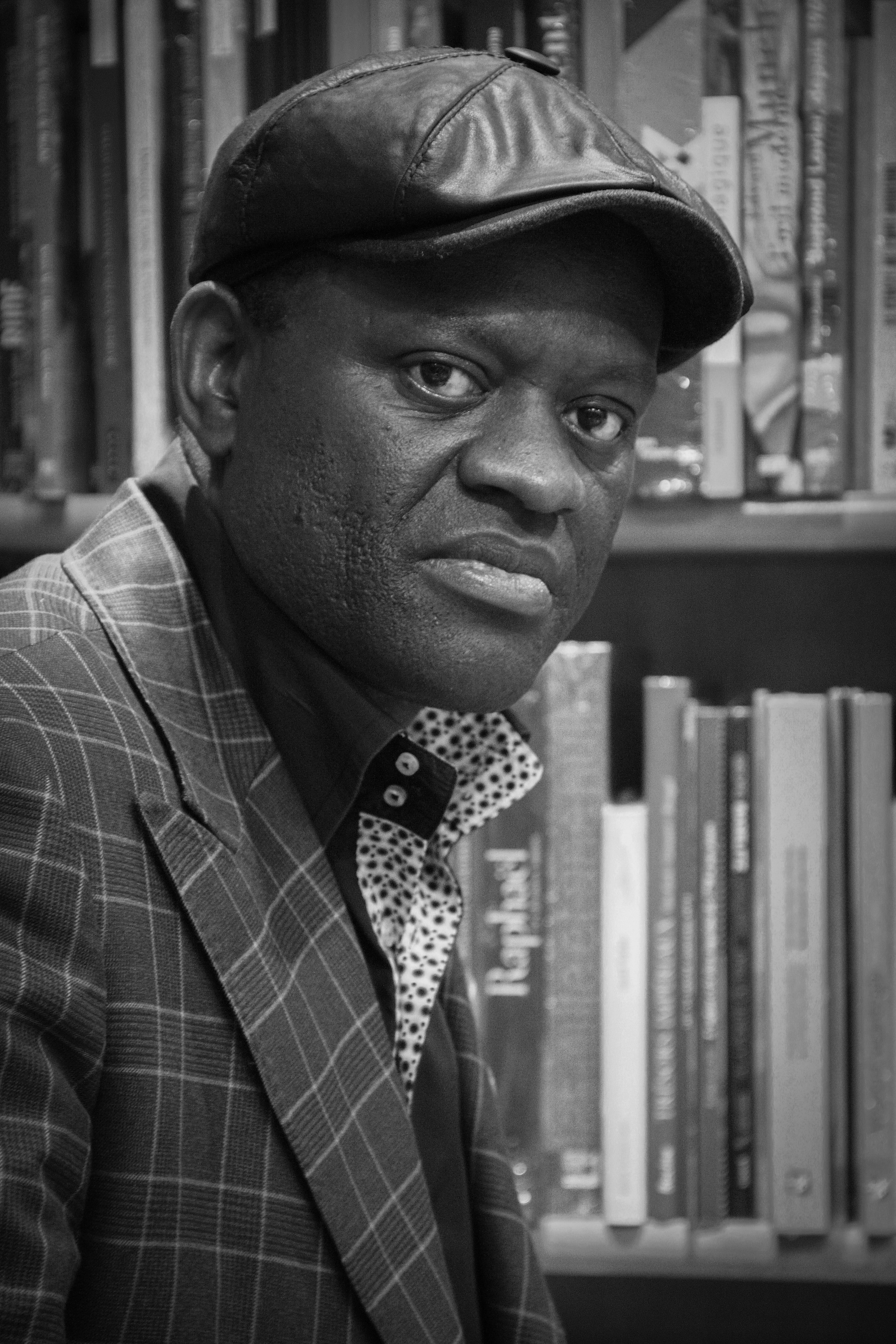
Alain Mabanckou

Alain Mabanckou, född 24 februari 1966 i Pointe-Noire i Kongo-Brazzaville, är en i USA bosatt kongolesisk journalist och författare.
Alain Mabanckou växte upp i Pointe-Noire, där han också tog studentexamen. Efter en tids juridiska studier vid Marien Ngouabi-universitetet i Brazzaville fick han ett stipendium och flyttade vid 22 års ålder till Frankrike för fortsatta juridikstudier. Efter en magisterexamen (Diplôme d'études approfondies)] i juridik på Université Paris-Dauphine arbetade han närmare tio år i Frankrike inom Suez-Lyonnaise des Eaux vid sidan av skrivande. Hans första roman gavs ut 1998, och han vann uppmärksamhet 2005 med romanen Slut på kritan, varefter det stora genombrottet kom året därpå med Ett piggsvins memoarer.
För Slut på kritan fick Alain Mabanckou Prix des Cinq Continents de la Francophonie. Slut på kritan nominerades också till brittiska tidningen The Independents pris för ”Best Foreign Fiction”.
Ett piggsvins memoarer belönades med Prix Renaudot.   
År 2002 blev Alain Mabankou lärare i franskspråkig litteratur vid University of Michigan. Efter tre år där fick han 2006 arbete som professor i franskspråkig litteratur vid University of California, Los Angeles. Han bor idag i Santa Monica.